# Jahodnická
Jahodnická je ulice v lokalitě Za Horou v katastrálním území Hloubětín na Praze 9, která spojuje ulici Českobrodskou a Celniční. Od západu do ní postupně ústí ulice Jívová, Smrková a dále ji protíná ulice Pokorného.
Ulice vznikla v souvislosti s výstavbou nouzové kolonie Za Horou od roku 1920, pojmenována byla však až v roce 1952 podle Jahodnice, bývalé vesnice a od roku 1968 pražské čtvrti na území městských částí Hostavice a Kyje na Praze 14. V roce 1973 byla ulice prodloužena v západním části, kde se nacházela nouzová kolonie Za Mostem.
Zástavbu tvoří po obou stranách přízemní a jednopatrové rodinné domy se zahradami, některé domky se téměř nezměnily od doby vzniku nouzových kolonií. Pouze v západním úseku je na jižní straně zeleň a za ní zeď Hrdlořezského hřbitova. V některých úsecích je ulice úzká a nemá chodník.